# Dalila Colombo
Dalila Elena Colombo Sánchez (Caracas, Venezuela, 18 de agosto de 1954) es una actriz y cantante de tango venezolana.

## Biografía
Es hija de un inmigrante italiano primer oboe de la Orquesta del Teatro La Scala de Milán, Mario Colombo. A los cuatro años hace su primera incursión como actriz representando al hijo de Madame Butterfly de Puccini, en el Teatro Municipal de Caracas, participando luego en otras óperas junto a grandes figuras del canto lírico como Alfredo Sadel, Reina Calanche, Cornell McNeil entre otros, bajo la dirección del Maestro Primo Casale.
Estudió arquitectura, teoría y solfeo, armonía, historia de la música, violín, canto, ballet, danza, pintura, escenografía, dramaturgia, locución.
Becada por el INCIBA, estudia diez años en la "Academia Interamericana de Ballet" de las hermanas Contreras y más tarde tres años de Danza Contemporánea con el "Negro" Ledezma.
Estudia música en el "Conservatorio Musical Juan Manuel 0livares": Solfeo y Armonía con Ana Mercedes de Rugeles y Alberto Grau, entre otros; Violín con los maestros Mario García y Mario Mescoli, Guitarra con Antonio Lauro, Canto Lírico con Carmen Teresa Hurtado y Francisco Salazar. Estudia actuación con Eduardo Mancera, Levy Rossel y Rodolfo Santana entre otros. Representa a Venezuela en prestigiosos festivales de teatro de América y Europa. De la mano de la gran actriz venezolana Doris Wells llega a la televisión, cuando la escoge para protagonizar un cuento escrito por ella en el año 1983.
Sus participaciones en cine son numerosas, dirigida por prestigiosos directores como Carlos Azpurua, Oscar Lucien, Ana Cristina Henríquez. Formó parte del exitoso "Show del Bolero" durante quince años al lado de grandes cantantes venezolanas, interpretando los boleros de forma muy personal y dándole el toque de jazz que tanto le gusta. En la actualidad incursiona con gran pasión y éxito en el difícil arte de la música rioplatense: el tango, acompañada por los Maestros Danilo Rivero (bandoneón) y Salvador Soteldo, (contrabajo). Y ahora en España por el estupendo pianista argentino Juan Esteban Cuacci.
En Venezuela,como actriz ha filmado en la pantalla grande películas como Secuestro Express, Amaneció de golpe, Luna llena y Teresa Carreño. Hizo teatro con grupos y directores emblemáticos, participó en más de 20 telenovelas en roles protagónicos.
Actuó en el musical sobre el Diario de Ana Frank en el Teatro Calderón o Teatro Häagen-Dazs, en Madrid.
Madre de dos hijos de los cuales María Gabriela Viani tubo una inteligente y bellísima nieta llamada Clementina Alejandra Torcat viani , está residenciada en España y ha hecho una vida de paz y armonía al lado de su esposo Moisés.

## Telenovelas
- 1984, Topacio (RCTV) Zoila
- 1986, Mansión de Luxe (RCTV) - Diana Valdivieso
- 1986, La dama de rosa (RCTV) - Leyla Kebil
- 1987, Selva María (RCTV) - Evelyn
- 1987, Primavera (RCTV) - Augusta Mijares
- 1988, Abigaíl (RCTV) -  Rosalba
- 1989, Rubí rebelde (RCTV) -  Lucrecia de Miranda #2
- 1990, Carmen querida (RCTV) -  Doña Julia Febres De Albornoz
- 1990, Caribe (RCTV) - Mariela/Rosita de Contreras
- 1993, Rosangélica (Venevisión) -  Gisela #1
- 1998, Aunque me cueste la vida (RCTV) - Martirio Larrazábal
- 1999, Mariú (RCTV) - Piedad Sampedro
- 2001, Carissima (RCTV) - Esmeralda Aquino / Thania Guzmán
- 2001, Planeta de 6 (Televen) - Carlota Romero

## Cine
- 1991, Un sueño en el abismo
- 1992, Luna llena
- 1992, Ángel
- 1998, Amaneció de golpe
- 2005, Secuestro Express